# Правда (журнал)
Пра́вда — український народовецький літературно-науковий журнал, вперше надрукований у Львові 1 квітня 1867 року. Журнал виходив у Львові з перервами до 19 червня 1898 року.
Друкуючи на своїх сторінках статті історичного, етнографічного, літературного і мовного характеру та художні твори як східноукраїнських (Пантелеймона Куліша, Марка Вовчка, Олекси Стороженка, Івана Нечуя-Левицького, Михайла Старицького, Миколу Костомарова та інших), так і західноукраїнських (Осип-Юрія Федьковича, Данила Млаки, Василя Ільницького, Федора Заревича, Володимира Навроцького, Володимира Шашкевича, Івана Франка та інших) письменників і культурно-громадських діячів, «Правда» стала «лучником» між західною і східною частинами українських земель.

## Дати, періодичність виходу і назва
Видавався у Львові протягом 1867—1898 років із перервами:
- 1 квітня 1867—1870 — видавався під назвою Правда (письмо наукове и литературне);
- з серпня 1870 до квітня 1872 — перерва;
- з 15 квітня 1872 — 1879 — видавався під назвою Правда (письмо літературно-політичне);
- 1879—1880 — видавався під назвою Правда (місячник для словесности, науки и політики);
- з квітня 1880 до жовтня 1888 — перерва;
- 1888—1898 — видавався під назвою Правда (місячник для словесности, науки и політики).

Періодичність:
- 1867 — видавався 3 рази на місяць, щодекади, тобто 1, 11, 21, числа кожного місяця;
- 1868—1870 — 4 рази на місяць, як тижневик;
- 1872—1878 — 2 рази на місяць;
- 1879 — 1 раз на місяць;
- 1880 — неперіодично.

## Історія видання

### 1867—1870
Заснований журнал з'явився за ініціативи українсько-галицької молодої громади: Олександра Барвінського, Євгена Желехівського, Володимира Навроцького, Олександра Огоновського, Андрія Січинського та матеріальної підтримки Пантелеймона Куліша та О. Кониського.
Журнал став головним виданням другого періоду народовецької журналістики. Виник за матеріального сприяння Пантелеймона Куліша (він і був головним рушієм журналу), який доручив видання Лонгину Лукашевичу, асекураційному уряднику, та Іванові Микиті, судовому ад'юнкту. 15 листопада 1869 останній поступився місцем Анатолю Вахнянину.
Свою назву журнал дістав від Шевченкових слів, що як епіграф, були успадковані від журналу «Мета»: «В своїй хаті своя правда і сила і воля!» З цих поетичних рядків і бралися слово «Правда», у значенні — «Своя правда», тобто своя українська національна ідея. Заснований як літературно-наукове видання, часопис надавав свої сторінки для широкої хроніки, представлення політичних матеріалів, дискусій з питань сучасного суспільного життя.
З 1868 року став тижневиком у форматі А4. Редактор Анатоль Вахнянин (педагог і композитор, засновник і перший голова товариства «Січ» у Відні і товариства «Просвіта» у Львові), Олександр Огоновський (професор права Львівського університету), Олександр Барвінський.
Куліш був головним рушієм журналу (повість «Потомки українського гайдамацтва», автобіографія «Жизнь Кулиша»). У літературному відділі відзначився Іван Нечуй-Левицький («Дві московки», «Гориславська ніч, або Рибалка Панас Круть», переклад казки Салтикова-Щедріна «Повість про те, як мужик харчував двох генералів», «Критичний огляд»). Також публікувалися Марко Вовчок («Кармелюк», «Невільничка»), Омелян Партицький («Одповід московським журналам»), Євген Згарський («Народна філософія…», «Сліди поганської просвіти на Русі…», «Неофіти»), брати Барвінські та інші.
У 1869 році між Кулішем і галицькими народовцями спалахнув конфлікт, спровокований москвофілами. Його наслідком стало падіння авторитету Куліша у редакції «Правди». Він покинув журнал, а без його участі та фінансової підтримки «Правда» влітку 1870 року припинила виходити.

### 1872—1880
У квітні 1872 року «Правду» відновили. Її номінальним редактором значився Олександр Огоновський. Але по виданню третього числа 1876 відмовився від цієї праці і 9 номерів підписав до друку Лонгин Лукашевич. За даними тернопільського дослідника Петра Гуцала, якийсь час редактором був Ганкевич Володимир.
Від 13 числа 1876 року редакторську посаду зайняв Володимир Барвінський. «Правда» другого періоду продовжувала відігравати роль центрального літературно-наукового журналу. Публікуються Юрій Федькович («Як козам роги виправляють», 12 поезій з книжки «Дикі думи»), Іван Нечуй-Левицький (уривки з повісті «Хмари», «Запорожці», «Баба Параска та баба Палажка», «Бідний думкою багатіе» та інші), Панас Мирний («Україні», «Лихий попутав», «Подоріжжя од Полтави до Гадячого», «П'яниця»), Іван Франко («Олівець»), Михайло Драгоманов («Література російська, великоруська, українська і галицька») та інші. У публіцистиці і літературній критиці велася полеміка з опонентами, утверджувалася позитивна програма діяльності.

### 1888—1898
Видання поновлене у 1888 році за ініціативи Володимира Антоновича та Олександра Кониського.
Протягом 1888—1893 років «Правда» видавалася як щомісячник, а 1894—1898 роках — двічі на місяць.
Редакторами часопису наприкінці 1880-х — у 1-й половині 1890-х років були А. Березинський, П. Кирчів, Є. Олесницький, І. Стронський. Видавець — О. Барвінський.
Після відновлення у 1888 році обстоювала політичні позиції правого крила народовців, зокрема розгорнула інтенсивну кампанію супроти москвофільства та активно пропагувала українську мову та літературу, а також виступала у 1890-х роках за врегулювання українсько-польських взаємин на політичних засадах «нової ери». Значна увага приділялася висвітленню соціально-політичного та національно-культурного становища українців у Наддніпрянській Україні та Галичині.
Наприкінці 1880-х — у 1-й половині 1890-х років із часописом співпрацювали Павло Грабовський, Борис Грінченко, Михайло Коцюбинський, Агатангел Кримський, Михайло Комаров, Осип Маковей, Юліан Романчук, Людмила Старицька-Черняхівська, Іван Стешенко, Кирило Студинський та інші.
З критикою політичної позиції «Правди» виступали у своїх творах Михайло Драгоманов, Михайло Павлик, Іван Франко та інші.

## Редактори
Першим головним редактором «Правди» був Лонгин Лукашевич. У наступні роки серед редакторів часопису були: Іван Микита (1867—1869), Анатоль Вахнянин (1869—1870), Олександр Огоновський (1872—1875), Володимир Барвінський (1876—1879), М. Желехівський, Є. Олесницький, І. Стронський, П. Кирчів, А. Березинський, С. Кульчицький. Головними помічниками при редакції у 1867—1869 роках були — Євген Згарський, Михайло Коссак, Володимир Лучаківський, Омелян Партицький та Корнило Сушкевич.